# Ryba Południowa
Ryba Południowa (łac. Piscis Austrinus, dop. Piscis Austrini, skrót PsA) – mała konstelacja, leżąca na południowej półkuli nieba. Jest to 60. co do wielkości konstelacja na niebie. W Polsce widoczna jesienią nisko nad południowym horyzontem. Liczba gwiazd dostrzegalnych nieuzbrojonym okiem: około 25.
Jest jednym z 48 gwiazdozbiorów opisanych przez Ptolemeusza w II wieku. Eratostenes nazywał konstelację Wielką Rybą i uważał ją za rodzica zodiakalnych Ryb. Początkowo był to wielki gwiazdozbiór. W XVI wieku rój gwiazd, które teraz tworzą gwiazdozbiór Żurawia, został wycięty z Ryby Południowej, a w roku 1752 Nicolas-Louis de Lacaille wziął jeszcze kilka do konstelacji Mikroskopu. Johann Elert Bode „pożyczył” jeszcze więcej gwiazd z Ryby Południowej i kilka z Mikroskopu, by utworzyć gwiazdozbiór Globus Aerostaticus (dzisiaj już nieaktualny). Konstelacja ta miała upamiętnić stworzenie balonu na gorące powietrze. Balon Johanna Bode powtarzał się jeszcze w kilku atlasach nieba, lecz nigdy nie przyjął się na dobre.

## Mity i legendy
Jest to jedna z najstarszych konstelacji, a kultury starożytne nieodmiennie kojarzyły jej gwiazdy z rybą. Starożytni Egipcjanie widzieli w niej mityczną rybkę, która uratowała przed utonięciem egipską boginię Izydę, ta zaś w podzięce uwieczniła na niebie rybę i jej dzieci, czyli gwiazdozbiór Ryb. Jako ryba była znana też starożytnym Grekom. Gwiazdozbiór wyobraża rybę leżącą grzbietem do dołu, która pije wodę wypływającą z dzbana trzymanego przez Wodnika. Pyskiem ryby jest gwiazda Fomalhaut.
Ryba Południowa związana jest również z syryjskim mitem o Atargatis (Grecy nazywali ją Derketo), która po dramatycznych perypetiach – po drodze zabijając swojego ukochanego i porzucając dziecko – została przemieniona w morską syrenę. 

## Wybrane obiekty
Najjaśniejsza gwiazda Ryby Południowej, Fomalhaut (Alfa Piscis Austrini), jest pierwszą (zachodnią) z trzech jasnych gwiazd nieba południowego ułożonych w jednej linii (pozostałe to Achernar i Kanopus), stanowiących ważny element orientacyjny dla dawnych żeglarzy.
- Gwiazda pierwszej wielkości Alfa (α) Piscis Austrini – sprawia, że Ryba Południowa wyróżnia się na półkuli południowej. Ta jasnoniebieska gwiazda jest oddalona o 25 lat świetlnych. Nazwa tej gwiazdy po arabsku oznacza „pysk ryby”. W Polsce Fomalhaut jest doskonale widoczny na przełomie lata i jesieni, górując o północy w okolicach 15 września. Na szerokości geograficznej Warszawy widoczny jest na wysokości około ośmiu stopni nad horyzontem. Otacza ją chłodny dysk pyłowy, w którym być może powstają planety[5]. Następne co do jasności gwiazdy są słabsze niż 4m. Obserwacje gwiazdy, wykonywane od 2004 roku za pomocą koronografu Kosmicznego Teleskopu Hubble’a, ukazały obecność obiegającej ją egzoplanety nazwanej Dagon. Planeta ma masę porównywalną z masą Jowisza i porusza się po orbicie eliptycznej z okresem około 872 lata[3].
- Drugą co do jasności gwiazdą jest Epsilon Piscis Austrini (ε PsA; 4,18m), a trzecią – Delta Piscis Austrini (δ PsA; 4,2m). Ta ostatnia stopniowo zbliża się do Słońca i za około 2,8 miliona lat będzie ją od niego dzielić odległość zaledwie 83 lat świetlnych (obecnie jest to około 170 lat świetlnych). W związku z tym jej jasność zwiększy się do 2,87m[3].
- Beta (β) Piscis Austrini to szeroki układ podwójny o składnikach czwartej i ósmej wielkości gwiazdowej, łatwo dają się rozróżnić w 10-centymetrowym teleskopie[1].
- Gamma (γ) Piscis Austrini składa się z bliskiej pary gwiazd piątej i ósmej wielkości, położona w odległości 222 lat świetlnych[5].
- Leżąca w odległości 1000 lat świetlnych Eta (η) Piscis Austrini to ciasny układ podwójny złożony z niebieskobiałych gwiazd, które można rozdzielić używając teleskopu[5].

Wśród gwiazd zmiennych warta uwagi jest S Piscis Austrini, która jest zmienną typu Mira Ceti. Jej jasność zmienia się w zakresie 8-14,5m w ciągu 271,1 dnia. Innego rodzaju zmienną jest półregularna V Piscis Austrini, której jasność waha się od 8 do 9m z okresem 148 dni.
W gwiazdozbiorze nie ma jasnych obiektów głębokiego nieba. Najjaśniejsze galaktyki mają jasność około 11m. To między innymi galaktyki NGC 7173, NGC 7174, NGC 7176 i piękna galaktyka spiralna NGC 7314 o jasności 11,9m.

## Rój meteorów
Z gwiazdozbioru wylatuje rój meteorów Piscis Austrinidów. Są aktywne od połowy lipca do połowy sierpnia, co w naszych szerokościach geograficznych czyni je niemożliwymi do obserwacji o tej porze roku. Zdarzyć się może, że wyjątkowo jasny bolid wystrzeli pionowo ponad letni horyzont i da świadectwo aktywności roju. Jak do tej pory (2015) nie znane jest ciało macierzyste.